# Aechmea melinonii
Espèce
Classification phylogénétique
Aechmea melinonii est une espèce de plantes de la famille des Bromeliaceae qui se rencontre au nord de l'Amérique du Sud.

## Synonymes
- Aechmea jenmanii Baker[1] ;
- Aechmea megalantha Harms[1] ;
- Hohenbergia melinonii (Hook.) Baker[1].

## Distribution
L'espèce se rencontre en Brésil, au Guyana en Guyane et au Suriname.

## Description
L'espèce est épiphyte.